# 드라마민
드라마민(Dramamin)은 미국에서 팔리는 멀미약 상표이다.